# رؤية قائمة على الموارد
الرؤية القائمة على الموارد هي إطار عمل إداري يُستخدم لتحديد الموارد الاستراتيجية التي يمكن للشركة استثمارها لتحقيق الميزة التنافسية المستدامة.
يُشار إلى مقالة بارني التي نُشرت عام 1991 بعنوان «موارد الشركة والميزة التنافسية المستدامة» على أنها عمل محوري في ظهور الرؤية القائمة على الموارد. على أي حال، يجادل بعض العلماء أن ثمة أدلة حول وجود نظرية عن الرؤية القائمة على الموارد تعود إلى ثلاثينيات القرن الماضي. تفترض الرؤية القائمة على الموارد كون الشركات غير متجانسة لأن لديها موارد غير متجانسة، ما يعني أنه يمكن للشركات أن تحتوي على استراتيجيات مختلفة لأن لديها مزيجًا من الموارد المختلفة.
تركز الرؤية القائمة على الموارد الاهتمام الإداري على الموارد الداخلية للشركة محاولة تحديد تلك الأصول، والمؤهلات، والكفاءات مع احتمال الوصول إلى ميزات تنافسية أفضل.

## الأصول والخلفية
خلال تسعينيات القرن المنصرم، أصبحت الرؤية القائمة على الموارد (التي تُعرف أيضًا باسم نظرية ميزة الموارد) النموذج السائد في التخطيط الاستراتيجي. يمكن اعتبار الرؤية القائمة على الموارد رد فعل على مدرسة التمركز ومنهجها التقادمي إلى حد ما الذي ركز الانتباه الإداري على الاعتبارات الخارجية، وعلى بنية الصناعة بشكل ملحوظ. سيطرت مدرسة التمركز على الانضباط طوال ثمانينيات القرن العشرين. على العكس من ذلك، ناقشت الرؤية القائمة على الموارد فكرة أن الميزة التنافسية المستدامة تنحدر من تطوير إمكانيات وموارد أفضل. تُعتبر مقالة جاي بارني التي نُشرت عام 1991 بعنوان «موارد الشركة والميزة التنافسية المستدامة» أساسية في ظهور الرؤية القائمة على الموارد.
يشير عدد من الباحثين إلى وجود منظور مجزأ للرؤية القائمة على الموارد منذ ثلاثينيات القرن العشرين، مشيرين إلى أن بارني تأثر بشكل كبير بعمل فرنرفلت السابق الذي قدم فكرة أن حواجز تمركز الموارد تحاكي حواجز الدخول في مدرسة التمركز بشكل كبير. يقترح علماء آخرون أن الرؤية القائمة على الموارد تمثل نموذجًا جديدًا، وإن يكن له جذور في «نظريات بينروز وريكاردو الاقتصادية التي تنص على أنه بإمكان الشركة الحصول على عوائد مستدامة فوق السواء فقط، وفقط إذا، كان لديها موارد ممتازة وكانت هذه الموارد محمية بنوع من العزل الذي يمنع تعميمها في جميع جوانب الصناعة». في حين أن تأثيره ما يزال محط جدل، يدرس باحثان في الاستراتيجية كتاب إيديث بينروز نظرية نمو الشركة (بالإنجليزية: Theory of the Growth of the Firm) لوضع عدة مفاهيم ستؤثر لاحقًا على النظرية الحديثة للشركة القائمة على الموارد.
يُعتبر منهج الرؤية القائمة على الموارد منهجًا متعدد التخصصات يمثل نقلة محتملة في التفكير. تُعتبر الرؤية القائمة على الموارد متعددة التخصصات، إذ أنها طُورت في مجالات الاقتصاد، والأخلاق، والحقوق، والإدارة، والتسويق، وإدارة سلسلة التوريد، والأعمال العامة.
تسلط الرؤية القائمة على الموارد الضوء على الموارد الداخلية للشركة كوسيلة لتنظيم العمليات وتحقيق ميزة تنافسية. يوضح بارني أنه كي تكون الموارد مصادر محتملة لتحقيق الميزة التنافسية المستدامة، عليها أن تكون قيّمة، ونادرة، وغير قابلة للتقليد، وغير قابلة للاستبدال. تقترح الرؤية القائمة على الموارد أن على الشرطة تطوير كفاءات أساسية فريدة وخاصة بها تتيح لها التفوق على المنافسين عن طريق القيام بالأشياء بطريقة مختلفة.
على الرغم من تقديم المؤلفات أفكارًا مختلفة حول مفهوم نظرية ميزة الموارد، إلا أن الشيء المشترك هو أن موارد الشركة المالية، والقانونية، والبشرية، والتنظيمية، والمعلوماتية، والعلائقية غير متجانسة ومن الصعب تحريكها، وأن مهمة الإدارة الرئيسية هي فهم الموارد وتنظيمها لتحقيق الميزة التنافسية المستدامة. من بين واضعي النظريات الرئيسيين ممن ساهموا في تطوير مجموعة متماسكة من المؤلفات جاي بارني، وجورج داي، وغاري هامل، وشيلبي د. هنت، وسي. كي. براهالاد.

## المفهوم
يُعد تحقيق الميزة التنافسية المستدامة جوهر معظم المؤلفات في الإدارة الاستراتيجية والتسويق الاستراتيجي. تقدم الرؤية القائمة على الموارد للاستراتيجيين وسيلة لتقييم العوامل المحتملة التي من الممكن نشرها لتحقيق ميزة تنافسية. إحدى الأفكار الرئيسية الناتجة عن الرؤية القائمة على الموارد هي أن ليس للموارد كلها الأهمية ذاتها، وليس لها القدرة على أن تصبح مصادرًا لميزة تنافسية مستدامة. تعتمد استدامة أي ميزة تنافسية على مدى إمكانية تقليد أو استبدال المصادر. يشير بارني وآخرون إلى أنه من الممكن أن يكون فهم العلاقة السببية بين مصادر الميزات والاستراتيجيات الناجحة صعبًا من الناحية العملية. بالتالي، يجب استثمار قدر كبير من الجهود الإدارية في تحديد، وفهم، وتصنيف الكفاءات الأساسية. بالإضافة إلى ذلك، على الإدارة الاستثمار في التعلم التنظيمي لتطوير المصادر والكفاءات الأساسية، وتغذيتها، والمحافظة عليها.
في الرؤية القائمة على الموارد، يختار الاستراتيجيون الاستراتيجية أو الموقع التنافسي الذي يتيح استثمار الموارد والمؤهلات الداخلية المرتبطة بالفرص الخارجية بأفضل شكل ممكن. باعتبار أن الموارد الاستراتيجية تمثل شبكة معقدة من الأصول والمؤهلات المتداخلة، ويمكن للمنظمات تبني العديد من المواقع التنافسية المحتملة. على الرغم من أن الباحثين يناقشون الفئات المخصصة للمواقع التنافسية المستخدمة، إلا أنه ثمة موافقة عامة، في المؤلفات، على أن الرؤية القائمة على الموارد أكثر مرونة بكثير من نهج بورتر الإرشادي في تشكيل الاستراتيجيات.
المهام الإدارية الرئيسية هي:
1. تحديد موارد الشركة الرئيسية المحتملة.
2. تقييم فيما إذا كانت هذه الموارد تلبي المعايير التالية:[16]

- قيّمة- تمكن الشركة من تطبيق استراتيجيات تحسن كفاءتها وفعاليتها.
- نادرة- ليست متاحة للمنافسين الآخرين.
- غير قابلة للتقليد- لا يمكن للآخرين تطبيقها بسهولة.
- غير قابلة للاستبدال- لا يمكن استبدالها بموارد أخرى غير نادرة.

3. تطوير الموارد التي تحقق هذه المعايير، وتغذيتها، وحمايتها.

## تعاريف
نظرًا إلى مركزية الموارد في ما يتعلق بتحقيق الميزة التنافسية، تعرّف مؤلفات الإدارة والتسويق الموارد والمؤهلات وتصنفها.

### الموارد
يعرّف بارني موارد الشركة كالتالي: «كل الأصول، والمؤهلات، والعمليات التنظيمية، وسمات الشركة، والمعلومات، والمعرفة، إلخ... التي تتحكم بها الشركة، وتمكنها من تصور وتنفيذ استراتيجيات تحسن من كفاءتها وفعاليتها.

### المؤهلات
المؤهلات هي «نوع خاص من الموارد، وعلى وجه التحديد، هي مورد خاص بالشركة وغير قابل للتحويل، هدفه تحسين موارد الشركة الأخرى».

### الميزة التنافسية
عرّف بارني الميزة التنافسية على أنها «عندما تكون الشركة قادرة على تنفيذ إستراتيجية لخلق القيمة، لا ينفذها أي من المنافسين الحاليين أو المحتملين في الوقت نفسه».